# Hendrik VI, deel 1

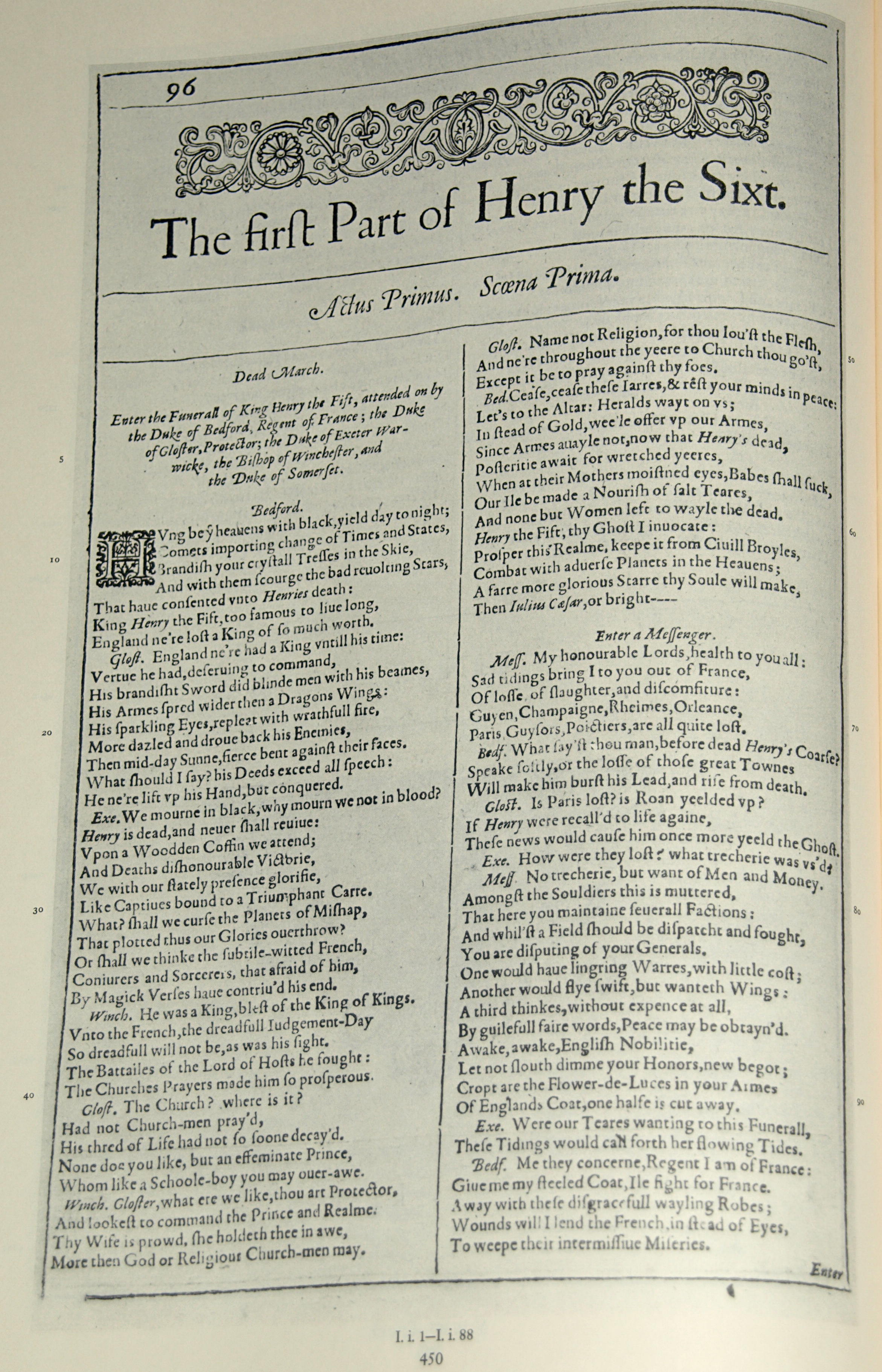
Facsimile van de eerste pagina van Henry the Sixth, Part One in de First Folio

Hendrik VI, deel 1 (Engelse titel: The First Part of King Henry the Sixth of Henry VI, Part 1) is een historiestuk van William Shakespeare, waarschijnlijk geschreven in de periode 1588-1590. Het is het eerste deel van een cyclus van vier koningsdrama's waar vaak aan wordt gerefereerd als 'The First Tetralogy' met King Henry VI part 1, part 2, part 3 en King Richard III.

## Shakespeares bronnen
Shakespeares primaire bron voor Henry VI, Part 1 was, net zoals voor de meeste van zijn historische kronieken, Raphael Holinsheds Chronicles. Edward Halls The Union of the Two Illustrious Families of Lancaster and York lijkt hij ook te hebben geraadpleegd en wetenschappers veronderstellen dat hij ook vertrouwd was met Samuel Daniels gedicht over de burgeroorlogen.
Het stuk viel destijds in goede aarde. Na de overwinning op de Spaanse Armada in 1588 speelden historische stukken als dit handig in op de patriottische gevoelens van de toeschouwers. Het kende dan ook veel succes.

## Datum en tekst
Henry VI Part 1 is een van Shakespeares vroegste stukken, hoewel het pas in 1623 werd opgenomen in de First Folio. Andere teksten bestaan er niet. De precieze datering ervan is echter onderwerp van discussie. Meestal wordt 1588-1590 vooropgesteld als periode waarin het stuk is geschreven. De academische opinie is verdeeld over de vraag of het stuk eerst werd bedoeld als deel uitmakend van een trilogie, of eerder een prequel is van een eerder geschreven tweeakter. De laatste opinie wint tegenwoordig meer en meer veld.
Toneelschrijver Robert Greene verwijst naar Henry VI, Part 3 in 1592 en het stuk werd opgenomen in het Stationers' Register in 1598.
Sommige wetenschappers zijn er na stilistisch onderzoek van overtuigd dat Part 1 niet door Shakespeare alleen is geschreven (die slechts een paar scènes zou hebben bijgedragen), maar eerder werd gemaakt door een team van drie of meer schrijvers die voor de rest onbekend zijn gebleven. Vaak worden de namen van Nashe en Marlowe in dit verband als kandidaten naar voren geschoven. Ook Robert Greene en George Peel behoren volgens de redacteurs van de Oxford en Norton Shakespeare 2nd edition tot de mogelijkheden.

## Personages
- Hendrik VI van Engeland
- Hertog van Gloucester, oom van de Koning, en Protector
- Hertog van Bedford, oom van de Koning, en Regent van Frankrijk
- Hertog van Exeter, oudoom van de Koning
- Bisschop van Winchester, oudoom van de Koning
- Hertog van Somerset, oudoom van de Koning (Edmund Beaufort, 2de hertog van Somerset)
- Richard Plantagenet, neef van de Koning, na afloop van de hertog van York
- Graaf van Warwick
- Graaf van Salisbury
- Graaf van Suffolk
- Heer Talbot, daarna graaf van Shrewsbury
- John Talbot, zijn zoon
- Edmund Mortimer, graaf van March
- Sir John Fastolfe
- Sir William Lucy
- Sir William Glansdale
- Sir Thomas Gargrave
- Burgemeester van Londen
- Woodville, luitenant van de Tower

- Vernon, van de White Rose of York factie
- Basset, van de Red Rose of Lancaster factie
- Advocaat
- Gevangenisbewaarder van Mortimer
- Charles, Dauphin en daarna koning van Frankrijk (Karel VII van Frankrijk)
- Reignier, hertog van Anjou en titulair koning van Napels
- Hertog van Bourgondië (Filips III van Bourgondië)
- Hertog van Alencon
- Bastaard van Orleans (Jean de Dunois)
- Gouverneur van Parijs
- Master Gunner van Orleans, en zijn zoon
- Generaal van de Franse troepen in Bordeaux
- Frans Sergeant
- Knecht
- Shepherd, vader van Joan de Pucelle
- Margaret, dochter van Reignier, later getrouwd met koning Hendrik (Margaretha van Anjou)
- Gravin van Auvergne
- Joan La Pucelle (Jeanne d'Arc)
- Vijanden, verschijnen aan Joan
- Lords, knechten, bewakers, herauten, enz.

## Synopsis
De jonge Hendrik VI volgt zijn vader Hendrik V op als die sterft. Hij staat onder voogdij van zijn ooms, de hertogen van Gloucester en Exeter. Er is een conflict tussen Gloucester en zijn rivaal, de bisschop van Winchester, waarbij ze ieder gesteund worden door hun achterban. Richard Plantagenet maakt ook aanspraak op de troon en beroept zich daarbij op zijn afstamming van de Mortimers. Hij geraakt in conflict met de hertog van Somerset. De beide partijen kiezen als embleem een roos: een witte roos voor het huis van York, en een rode voor het huis van Lancaster. De Franse kroonprins, Charles 'le dauphin' domineert dankzij de mysterieuze Jeanne d'Arc de slagvelden in Frankrijk. Hendriks oom, de hertog van Bedford, wordt in een veldslag gedood. Ook de legendarische captain Talbot, gevreesd door de Fransen, komt om het leven. Zijn dood is het gevolg van de voortdurende twist tussen de Yorks en de Somersets die er samen niet in slagen om de Engelse troepen tijdig te versterken. Maar het lot wordt hen beter gezind. Jeanne d'Arc wordt aan de Engelsen overgeleverd en verbrand. Een wankele vrede wordt getekend tussen Frankrijk en Engeland. Gloucester wil vanwege deze onzekere situatie een politiek huwelijk arrangeren tussen Hendrik VI en de dochter van de graaf van Armagnac. Intussen is Suffolk in Frankrijk echter gecharmeerd geraakt door Margaret, de dochter van de hertog van Anjou. Suffolk doet al het mogelijke om Margaret als koningin voor Hendrik naar voren te schuiven. Om de goedkeuring van haar vader te krijgen, staat hij de nieuw veroverde Franse gebieden van Anjou en Maine terug af. Suffolk reist terug naar Engeland en overtuigt Hendrik tegen de voorkeur van het hof in om Margaret als zijn vrouw te kiezen en koningin van Engeland te maken.
- Gemeinsame Normdatei: 1100398023
- Library of Congress Control Number: n85157368
- Nationale Bibliotheek van Israël: 987007345290705171
- Virtual International Authority File: 302801682